# Дюренский диалект
Дюренский диалект (нем. Dürener Platt) — диалект немецкого языка, принадлежащий к рипуарской группе средненемецких диалектов. Распространён в городе Дюрен и частично в одноимённом районе. Находясь географически ближе к ахенскому, чем к кёльнскому, дюренский, тем не менее, лучше понимается носителями последнего.
Поддержание диалекта и его сохранение стало возможным благодаря деятельности союза Dürener Platt e.V, который организует всевозможные мероприятия, в том числе издание словарей. Как и в Эшвайлере, диалект которого поддерживается местным историческим союзом, в Дюрене проходит собственный карнавал, во время которого говорят по большей части на диалекте.
На дюренском диалекте писали Йозеф Шрегель и Тилльманн Готтшальк, перу которых принадлежит большое количество стихотворений и эссе на диалекте. На диалекте исполняет песни немецкая группа Schweess Fööss.